# مارس آرگو
بریتانی الکساندریا شیتس (به انگلیسی: Brittany Alexandria Sheets)، معروف به نام هنری مارس آرگو، خواننده، ترانه‌سرا و شخصیت اینترنتی آمریکایی است.

## اوایل زندگی
بریتانی الکساندریا شیتس در ساگیناو، میشیگان متولد شد. وقتی بزرگ شد، پیانو می‌نواخت و در گروه کر کلیسا آواز می‌خواند. او گفته است که مادرش در کودکی هرگز به او اجازه نداد بازی‌های ویدیویی انجام دهد، زیرا معتقد بود که این بازی‌ها باعث حواس‌پرتی او از تحصیل می‌شود. قبل از راه اندازی پروژه یوتیوب grocerybagdottv، شیتس در دانشگاه تحصیل کرد و رشته زیست‌شناسی را دنبال کرد.